# Cathyalia
Cathyalia is een geslacht van vlinders van de familie snuitmotten (Pyralidae), uit de onderfamilie Phycitinae.

## Soorten
- C. edidiehlia Roesler & Kuppers, 1981
- C. fulvella Ragonot, 1888
- C. gisela Roesler & Kuppers, 1981
- C. pallicostella Roesler & Kuppers, 1981